# Zone van Turritella triplicata en Yoldia semistriata

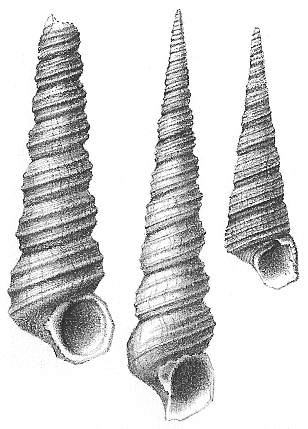

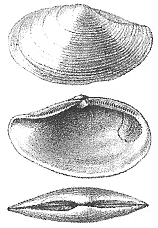
Turritella incrassata en Yoldia semistriata
naamgevende soorten
voor MOL. D

De Zone van Turritella triplicata en Yoldia semistriata of MOL. D is een molluskenbiozone in het mariene Plioceen van Nederland. De zone is vernoemd naar twee meestal algemeen optredende soorten: Turritella incrassata (niet meer gebruikte naam: Turritella triplicata) en Yoldia semistriata.
Hoewel een van de naamgevende soorten op grond van zoölogische prioriteitsregels tegenwoordig anders genoemd wordt, blijft de oorspronkelijke naam van de biozone met de 'verouderde' taxonnaam volgens de aanbevelingen in de International Stratigraphic Guide gehandhaafd.
De zone werd in 1975 door Spaink geïntroduceerd als onderdeel van een biozonering van de mariene afzettingen uit het Boven Mioceen tot en met het Vroeg Pleistoceen van Nederland. De zone is aanwezig in de Formatie van Oosterhout en heeft een Reuverien ouderdom.

## Definitie
De zone is gedefinieerd als een 'assemblagezone' (associatie zone). Dat betekent dat van een gegeven aantal soorten die een 'assemblage' kunnen vormen een aantal in de bestudeerde laag moet voorkomen om de aangetroffen fossiele fauna tot die zone te kunnen rekenen. Hoewel dus alle als kenmerkend beschouwde soorten bij elkaar kunnen worden aangetroffen is het niet noodzakelijk dat al deze soorten daadwerkelijk aanwezig zijn. Het is zelfs niet noodzakelijk dat de naamgevende soorten van de zone in de onderzochte laag aanwezig zijn.
Spaink (1975) beschouwde het gezamenlijke voorkomen van een aantal van de volgende soorten als kenmerkend voor deze zone:
| - Aequipecten radians - Amyclina labiosa - Aporrhais scaldensis - Astarte obliquata - Atrina spec. - Cyclocardia chamaeformis - Cyrtodaria angusta | - Digitaria digitaria - Gastrana laminosa - Laevicardium decorticatum - Mangelia keepingi - Pyrene scaldensis - Terebra inversa | - Petaloconchus intortus - Pteromeris corbis - Spisula triangulata - Timoclea ovata - Turritella incrassata - Yoldia semistriata |

Natuurlijk zijn dit niet alle soorten die uit deze zone bekend zijn maar deze beperkte lijst geeft al aan dat de associatie duidt op een relatief warme zee. Verder valt het hoge aandeel van uitgestorven soorten op. Een groot deel van deze soorten is in deze biozone in het Noordzee gebied voor het laatst aanwezig.
De MOL. D zone werd beschreven als onderdeel van een serie molluskenzones beginnend in het Boven Mioceen tot aan de regressie aan het eind van het Tiglien in het vroeg Pleistoceen. Van oud naar jong zijn dit de zones MOL. E tot en met MOL. A (zie het schema onderaan deze pagina).
Hoewel het type zone dit niet noodzakelijk maakt, werden deze zones vooral tijdstratigrafisch opgevat. Waarschijnlijk is dat grotendeels terecht maar later onderzoek heeft uitgewezen dat de werkelijkheid ingewikkelder is. Binnen de zone zijn twee subzones onderscheiden: MOL. D1 en MOL. D2. Waarschijnlijk is het jongere deel van deze zone (subzone MOL D1) deels een facieel equivalent van zone MOL. C.

## Biozones in Nederland
| chronostratigrafie | chronostratigrafie | Associatiezone                                         | Associatiezone                                         | Associatiezone                                         | Zonesymbool |
| ------------------ | ------------------ | ------------------------------------------------------ | ------------------------------------------------------ | ------------------------------------------------------ | ----------- |
| Onder- Pleistoceen | Tiglien            | Zone van Mya arenaria en Hydrobia ulvae                | Zone van Mya arenaria en Hydrobia ulvae                | Zone van Mya arenaria en Hydrobia ulvae                | MOL.A       |
| Onder- Pleistoceen | Pretiglien         | Zone van Serripes groenlandicus en Yoldia lanceolata   | Zone van Serripes groenlandicus en Yoldia lanceolata   | Zone van Serripes groenlandicus en Yoldia lanceolata   | MOL.B       |
| Plioceen           | Piacenzien         | Zone van Nassarius propinquus en Lentidium complanatum | Zone van Nassarius propinquus en Lentidium complanatum | Zone van Nassarius propinquus en Lentidium complanatum | MOL.C       |
| Plioceen           | Piacenzien         | Zone van Turritella triplicata en Yoldia semistriata   | MOL.D                                                  | Subzone van Nassarius reticosus en Chlamys opercularis | MOL.D1      |
| Plioceen           | Zanclien           | Zone van Turritella triplicata en Yoldia semistriata   | MOL.D                                                  | Subzone van Chlamys gerardi en Astarte trigonata       | MOL.D2      |
| Boven Mioceen      | Boven Mioceen      | Zone van Arcoperna sericea en Chlamys tigerina         | Zone van Arcoperna sericea en Chlamys tigerina         | Zone van Arcoperna sericea en Chlamys tigerina         | MOL.E       |

## Relaties met vroeger en elders gebruikte eenheden
Equivalenten van deze zone zijn aanwezig in Engeland, in de Red en Coralline Crag Formations in East Anglia. In België komt deze zone ongeveer overeen met het Scaldisien.

## Mollusken uit zone MOL.D

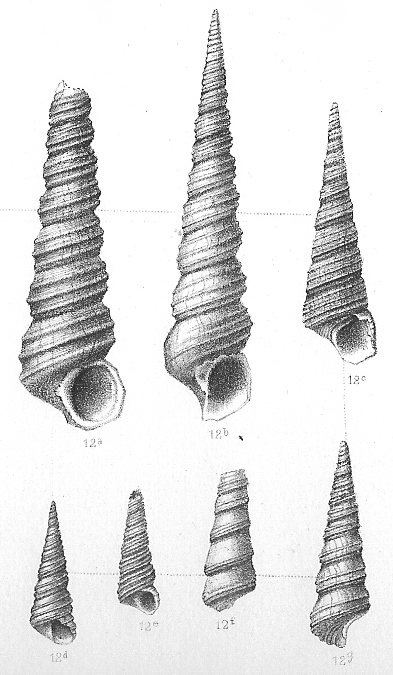
Turritella incrassata
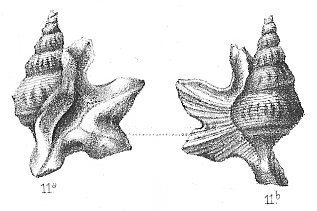
Aporrhais scaldensis
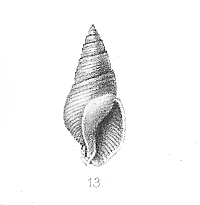
Amyclina labiosa
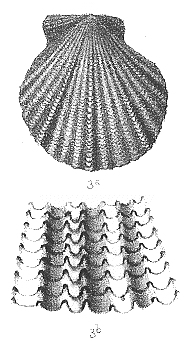
Aequipecten radians
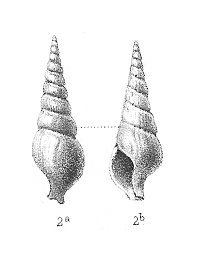
Terebra inversa